# Oreocharis rhytidophylla
Oreocharis rhytidophylla är en tvåhjärtbladig växtart som beskrevs av Cheng Yih Wu och Hsi Wen Li. Oreocharis rhytidophylla ingår i släktet Oreocharis och familjen Gesneriaceae. Inga underarter finns listade i Catalogue of Life.